# Rockland (hrabstwo Brown)
Rockland – miasto w Stanach Zjednoczonych, w stanie Wisconsin, w hrabstwie Brown.